# Petar et Branko Krstić
Pour les articles homonymes, voir Krstić.

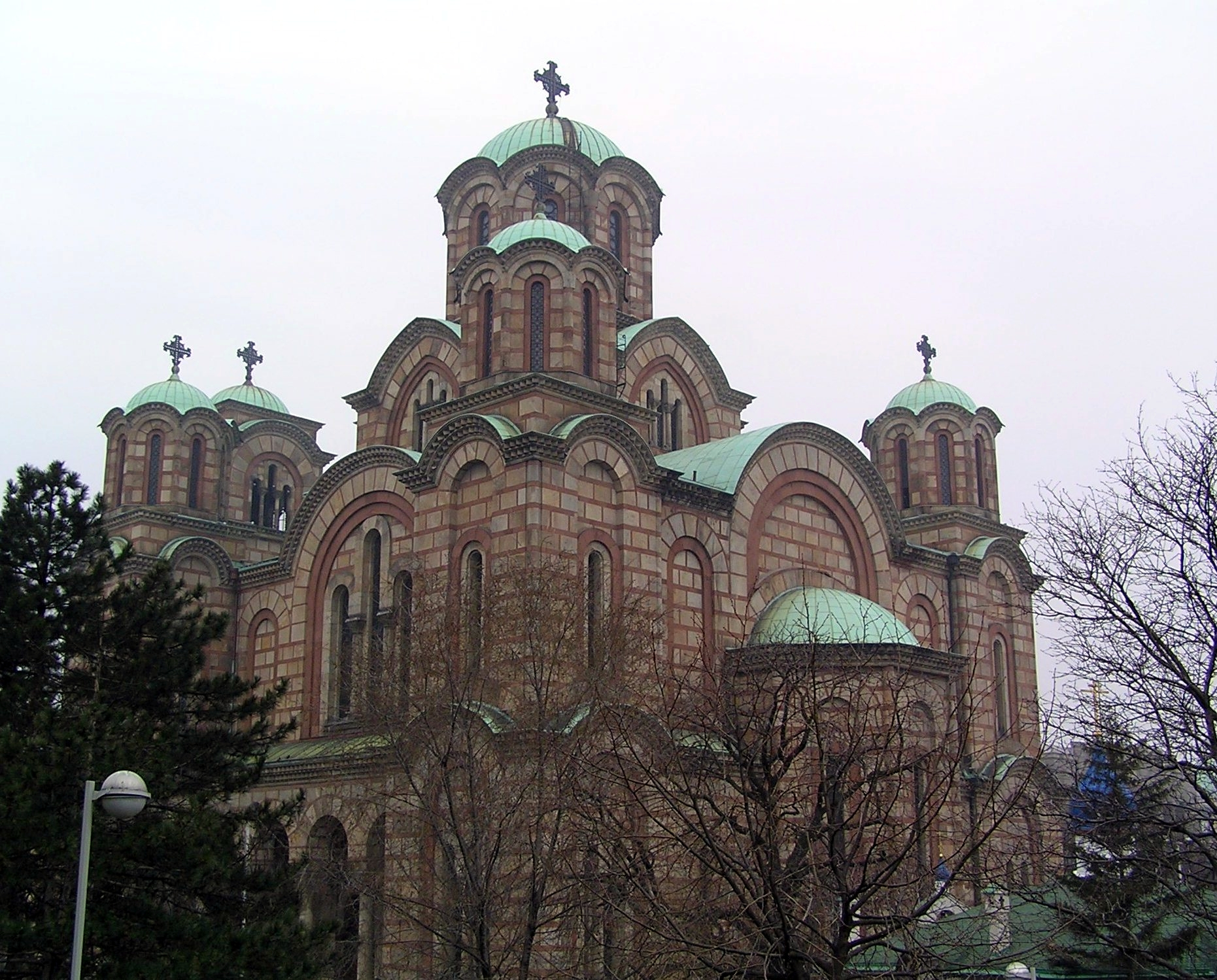
L'église Saint-Marc de Belgrade, œuvre des frères Krstić

Petar et Branko Krstić, appelés aussi les frères Krstić (en serbe cyrillique : Браћа Крстић ; en serbe latin : Braća Krstić) sont deux architectes serbes du XXe siècle. Travaillant en collaboration, ils ont créé une œuvre influencée par l'architecture nationale serbe et, notamment, par le style néo-byzantin ; ils figurent également parmi les promoteurs du mouvement moderne en Serbie.

## Éléments biographiques
Petar Krstić (en serbe cyrillique : Петар Крстић) est né à Belgrade en 1899 et mort à Belgrade en 1991. Il a été professeur à la Faculté d'architecture de l'université de Belgrade. Il a écrit un ouvrage en deux tomes intitulé Constructions architecturales (Arhitektonske konstrukcije).
Son frère Branko est né à Belgrade en 1902 et mort à Belgrade en 1978.
Les frères ont vécu 5 rue Kralja Milutina, dans une maison construite par Jovan Ilkić dans un style académique serbe, mêlé d'éléments Sécession.

## Réalisations

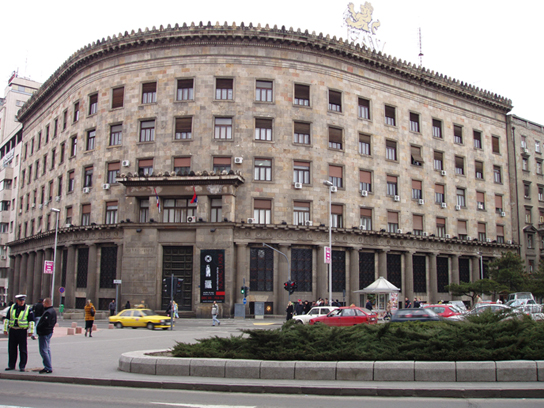
La banque agraire

- le pavillon du royaume de Yougoslavie pour l'Exposition universelle de Philadelphie (1924-1925) ;
- la villa de Stevka Milićević, 54 rue Užička à Belgrade (1929-1930) ;
- la résidence Jelinić, 13 rue Kumanovska à Belgrade (1930-1931) ;
- la villa de Dušan Tomić, 8 rue Užička (1930-1931) ;
- l'immeuble Igumanov, 31 Terazije (1938)[4]
- l'église Saint-Marc de Belgrade (1930-1939).
- la banque agraire (11 place Nikola Pašić et 3 rue Vlajkovićeva), 1932-1934[5].
- l'immeuble de Josif Šojat (14 rue Brankova), construit en 1935, un des exemples de l'architecture fonctionnelle à Belgrade dans l'entre-deux-guerres ; l'immeuble est classé[6].